# 1624 Rabe
1624 Rabe је астероид са пречником од приближно 23,9 .
Афел астероида је на удаљености од 3,499 астрономских јединица (АЈ) од Сунца, а перихел на 2,903 АЈ.
Ексцентрицитет орбите износи 0,093, инклинација (нагиб) орбите у односу на раван еклиптике 1,985 степени, а орбитални период износи 2092,180 дана (5,728 година).
Апсолутна магнитуда астероида је 11,2 а геометријски албедо 0,102.
Астероид је откривен 9. октобра 1931. године.